# Yuma Yuma
Yuma Yuma (nascida em 1972, no Turcomenistão), conhecida simplesmente como Yuma, é uma psicoterapeuta russa nascida no Turcomenistão e ativista dos direitos LGBT. Ela ficou conhecida na Rússia depois de aparecer em um anúncio da rede de supermercados VkusVill junto com sua família lésbica.

## Biografia
Yuma se tornou uma ativista pelos direitos LGBT depois que a Assembleia Federal da Rússia aprovou sua lei de propaganda gay, em junho de 2013. Ela fornece assistência psicológica à comunidade LGBT da Chechênia, que disse que a polícia russa os torturou em 2017 e 2018. Ela também apoiou festivais e eventos LGBT em seu país.
No dia 30 de junho de 2021, foi publicado no site da rede de supermercados VkusVill o anúncio “Receitas para uma Família Feliz”, que descrevia famílias comprando produtos em seus supermercados. Ele retrata a história de uma família LGBT, que causou reações polarizadoras em Runet, uma comunidade de língua russa na Internet. Alguns meios de comunicação noticiaram o primeiro caso de apoio ao movimento LGBT na história da empresa. Porém, após a distribuição do material pelos canais ultraconservadores do Telegram, a VkusVill, assim como os familiares das mulheres do anúncio, passaram a receber ameaças, inclusive de violência física. Como resultado do clamor público, a direção da empresa removeu o anúncio de seu site e de suas redes sociais, e pediu desculpas pelo erro.
Devido às ameaças, em agosto de 2021, Yuma, sua parceira, Zhenya, suas filhas Alina e Mila e a parceira de Alina, Ksyusha, fugiram da Rússia para Barcelona.

## Prêmios e reconhecimento
Em 2021, Yuma foi listada pela BBC como uma das 100 mulheres mais inspiradoras do mundo.